# Championnat de Colombie de football 1998
Navigation
Saison précédente Saison suivante
La saison 1998 du Championnat de Colombie de football est la cinquante-et-unième édition du championnat de première division professionnelle en Colombie. La compétition reprend un rythme "classique" de février à décembre après deux saisons calquées sur le calendrier européen.
Les seize meilleures équipes du pays disputent le championnat qui se déroule en trois phases :
- lors du tournoi Ouverture, les équipes sont regroupées au sein d'une poule unique où elles s'affrontent deux fois, à domicile et à l'extérieur plus six matchs face aux équipes du même secteur géographiques lors des Cuadrangularones
- le Tournoi Clôture voit les équipes réparties en deux poules de huit équipes, qui s'affrontent deux fois, à domicile et à l'extérieur.
- la phase finale comprend les huit meilleures équipes au classement cumulé des deux tournois. Elles sont réparties en deux poules de quatre et s'affrontent à nouveau deux fois. L'équipe terminant en tête de chaque poule se qualifie pour la finale nationale pour le titre. Enfin, le dernier du classement cumulé des deux tournois saisonniers est relégué et remplacé par le champion de Copa Aguila, la deuxième division colombienne.

C'est le club du Deportivo Cali qui remporte la compétition, après avoir battu lors de la finale nationale Once Caldas, pourtant vainqueur des deux tournois saisonniers. C'est le septième titre de champion de l'histoire du club.

## Qualifications continentales
Le vainqueur du Tournoi Ouverture et le club terminant en tête du classement cumulé obtiennent leur qualification en Copa Libertadores. Si un même club remporte les deux billets, c'est le vainqueur du championnat ou le finaliste qui récupère la deuxième place. En revanche, les critères pour attribuer les deux places en Copa CONMEBOL ne sont pas connus.

## Les clubs participants
| - Independiente Santa Fe - CD Los Millonarios - Deportivo Tuluá - Deportes Tolima - Once Caldas - Independiente Medellin - Unión Magdalena - Deportivo Unicosta | - Atlético Nacional - Atlético Huila - Promu de Copa Aguila - América de Cali - Atlético Bucaramanga - Deportes Quindio - Deportivo Cali - Atlético Junior - Envigado FC |

## Compétition
Le barème utilisé pour établir l'ensemble des classements est le suivant :
- Victoire : 3 points
- Match nul et victoire lors de la séance de tirs au but : 2 points
- Match nul et défaite lors de la séance de tirs au but : 1 point
- Défaite : 0 point

### Tournoi Ouverture
| Rang | Équipe                 | Pts | J  | G  | N    | P  | Bp | Bc | Diff |
| ---- | ---------------------- | --- | -- | -- | ---- | -- | -- | -- | ---- |
| 1    | Once Caldas            | 77  | 36 | 21 | 4/6  | 5  | 66 | 34 | +32  |
| 2    | Atlético Nacional      | 69  | 36 | 17 | 7/4  | 8  | 63 | 35 | +28  |
| 3    | Independiente Santa Fe | 68  | 36 | 17 | 6/5  | 8  | 48 | 32 | +16  |
| 4    | Independiente Medellin | 64  | 36 | 16 | 4/8  | 8  | 51 | 29 | +22  |
| 5    | Deportivo Cali         | 61  | 36 | 15 | 6/4  | 11 | 60 | 49 | +11  |
| 6    | América de CaliT       | 58  | 36 | 11 | 10/5 | 10 | 54 | 39 | +15  |
| 7    | Atlético Junior        | 55  | 36 | 11 | 8/6  | 11 | 51 | 55 | -4   |
| 8    | Atlético HuilaP        | 54  | 36 | 13 | 4/7  | 12 | 54 | 47 | +7   |
| 9    | CD Los Millonarios     | 53  | 36 | 11 | 6/8  | 11 | 42 | 43 | -1   |
| 10   | Deportes Tolima        | 51  | 36 | 9  | 11/2 | 14 | 42 | 51 | -9   |
| 11   | Deportes Quindio       | 49  | 36 | 11 | 4/8  | 13 | 43 | 47 | -4   |
| 12   | Deportivo Tuluá        | 47  | 36 | 10 | 5/7  | 14 | 42 | 59 | -17  |
| 13   | Envigado FC            | 46  | 36 | 11 | 4/5  | 16 | 40 | 50 | -10  |
| 14   | Atlético Bucaramanga   | 46  | 36 | 10 | 4/8  | 14 | 37 | 54 | -17  |
| 15   | Unión Magdalena        | 36  | 36 | 7  | 6/3  | 20 | 40 | 72 | -32  |
| 16   | Deportivo Unicosta     | 30  | 36 | 8  | 1/4  | 23 | 42 | 79 | -37  |

|  | Qualification pour la Copa Libertadores 1999 |

### Tournoi Clôture
| Rang | Équipe                 | Pts | J  | G | N   | P | Bp | Bc | Diff |
| ---- | ---------------------- | --- | -- | - | --- | - | -- | -- | ---- |
| 1    | Once Caldas            | 33  | 14 | 8 | 4/1 | 1 | 27 | 11 | +16  |
| 2    | Deportes Quindio       | 27  | 14 | 4 | 4/1 | 3 | 25 | 18 | +7   |
| 3    | Deportivo Cali         | 25  | 14 | 6 | 2/3 | 3 | 17 | 12 | +5   |
| 4    | Envigado FC            | 23  | 14 | 5 | 3/2 | 4 | 14 | 14 | 0    |
| 5    | CD Los Millonarios     | 22  | 14 | 5 | 2/3 | 4 | 15 | 16 | -1   |
| 6    | Unión Magdalena        | 15  | 14 | 4 | 0/3 | 7 | 18 | 24 | -6   |
| 7    | Independiente Santa Fe | 12  | 14 | 2 | 1/4 | 7 | 8  | 19 | -11  |
| 8    | Atlético Junior        | 11  | 14 | 1 | 3/2 | 8 | 20 | 30 | -10  |

| Rang | Équipe                 | Pts | J  | G | N   | P  | Bp | Bc | Diff |
| ---- | ---------------------- | --- | -- | - | --- | -- | -- | -- | ---- |
| 1    | Atlético Nacional      | 33  | 14 | 8 | 4/1 | 1  | 30 | 16 | +14  |
| 2    | Independiente Medellin | 29  | 14 | 7 | 3/2 | 2  | 28 | 16 | +12  |
| 3    | Deportivo Tuluá        | 22  | 14 | 4 | 3/4 | 3  | 22 | 20 | +2   |
| 4    | Atlético Bucaramanga   | 21  | 14 | 4 | 3/3 | 4  | 22 | 21 | +1   |
| 5    | América de CaliT       | 19  | 14 | 5 | 0/4 | 5  | 17 | 20 | -3   |
| 6    | Deportes Tolima        | 19  | 14 | 3 | 4/3 | 4  | 15 | 19 | -4   |
| 7    | Atlético HuilaP        | 17  | 14 | 4 | 2/1 | 7  | 20 | 21 | -1   |
| 8    | Deportivo Unicosta     | 7   | 14 | 2 | 0/1 | 11 | 15 | 36 | -21  |

### Classement cumulé
Un classement cumulé des résultats obtenus lors des tournois Ouverture et Cloture permet de désigner les quatre clubs qualifiés pour la phase finale ainsi que le club relégué en Copa Aguila.
| Rang | Équipe                 | Pts | J  | G  | N    | P  | Bp | Bc  | Diff |
| ---- | ---------------------- | --- | -- | -- | ---- | -- | -- | --- | ---- |
| 1    | Once Caldas            | 110 | 50 | 29 | 8/7  | 6  | 94 | 46  | +48  |
| 2    | Atlético Nacional      | 102 | 50 | 25 | 11/5 | 9  | 93 | 52  | +41  |
| 3    | Independiente Medellín | 93  | 50 | 23 | 7/10 | 10 | 80 | 45  | +35  |
| 4    | Deportivo Cali         | 86  | 50 | 21 | 8/7  | 14 | 77 | 61  | +16  |
| 5    | Independiente Santa Fe | 80  | 50 | 19 | 7/9  | 15 | 56 | 49  | +7   |
| 6    | América de CaliT       | 77  | 50 | 16 | 10/9 | 15 | 70 | 59  | +11  |
| 7    | Deportes Quindío       | 76  | 50 | 17 | 8/9  | 16 | 68 | 65  | +3   |
| 8    | CD Los Millonarios     | 75  | 50 | 16 | 8/11 | 15 | 57 | 59  | -2   |
| 9    | Atlético HuilaP        | 71  | 50 | 17 | 6/8  | 19 | 74 | 68  | +6   |
| 10   | Deportes Tolima        | 71  | 50 | 12 | 15/5 | 18 | 57 | 70  | -13  |
| 11   | Envigado FC            | 69  | 50 | 16 | 7/7  | 20 | 55 | 64  | -9   |
| 12   | Deportivo Tuluá        | 69  | 50 | 14 | 8/11 | 17 | 64 | 79  | -15  |
| 13   | Atlético Bucaramanga   | 67  | 50 | 14 | 7/11 | 18 | 59 | 75  | -16  |
| 14   | Atlético Junior        | 66  | 50 | 12 | 11/8 | 19 | 72 | 88  | -16  |
| 15   | Unión Magdalena        | 50  | 50 | 11 | 6/6  | 27 | 58 | 96  | -38  |
| 16   | Deportivo Unicosta     | 37  | 50 | 10 | 1/5  | 34 | 57 | 115 | -58  |

|  | Qualification pour la phase finale et la Copa Libertadores 1999 |
|  | Qualification pour la phase finale                              |
|  | Relégation en Copa Aguila                                       |

### Phase finale

#### Demi-finales
| Rang | Équipe                 | Pts  | J | G | N   | P | Bp | Bc | Diff |
| ---- | ---------------------- | ---- | - | - | --- | - | -- | -- | ---- |
| 1    | Once Caldas            | 14.5 | 6 | 3 | 2/0 | 1 | 7  | 5  | +2   |
| 2    | Independiente Medellin | 13   | 6 | 4 | 0/0 | 2 | 7  | 7  | 0    |
| 3    | Deportes Quindio       | 8    | 6 | 2 | 0/2 | 2 | 9  | 7  | +2   |
| 4    | Independiente Santa Fe | 3    | 6 | 1 | 0/0 | 5 | 7  | 11 | -4   |

| Rang | Équipe             | Pts   | J | G | N   | P | Bp | Bc | Diff |
| ---- | ------------------ | ----- | - | - | --- | - | -- | -- | ---- |
| 1    | Deportivo Cali     | 13.75 | 6 | 3 | 1/2 | 0 | 13 | 6  | +7   |
| 2    | Atlético Nacional  | 9.25  | 6 | 1 | 2/1 | 2 | 8  | 9  | -1   |
| 3    | América de CaliT   | 8     | 6 | 2 | 0/2 | 2 | 9  | 10 | -1   |
| 4    | CD Los Millonarios | 7     | 6 | 1 | 2/0 | 3 | 6  | 11 | -5   |

|  | Qualification pour la finale pour le titre et la Copa Libertadores 1999 |
|  | Qualification pour la finale pour le titre                              |

#### Finale pour le titre
| Équipe 1       | Résultat | Équipe 2    | Aller | Retour |
| -------------- | -------- | ----------- | ----- | ------ |
| Deportivo Cali | 4 - 0    | Once Caldas | 4 - 0 | 0 - 0  |

## Bilan de la saison
| Championnat de Colombie de football 1998 |                           |
| Champion                                 | Deportivo Cali (7e titre) |
| Qualifications continentales             |                           |
| Copa Libertadores 1999                   | Deportivo Cali            |
| Copa Libertadores 1999                   | Once Caldas               |
| Copa CONMEBOL 1999                       | Atlético Huila            |
| Copa CONMEBOL 1999                       | Deportes Quindio          |
| Promotions et relégations                |                           |
| Promus en Copa Mustang                   | Deportivo Pasto           |
| Relégués en Copa Aguila                  | Deportivo Unicosta        |